# Brachymyrmex musculus
Brachymyrmex musculus är en myrart som beskrevs av Auguste-Henri Forel 1899. Brachymyrmex musculus ingår i släktet Brachymyrmex och familjen myror. Inga underarter finns listade.